# 쿼츠 2D
쿼츠 2D(Quartz 2D)는 코어 그래픽스 프레임워크의 일부인 macOS 및 iOS 플랫폼용 기본 2차원 그래픽 렌더링 API이다.

## 개요
쿼츠 2D는 모든 macOS 및 iOS 응용 프로그램 환경에서 사용할 수 있으며 화면상 및 인쇄 준비 과정에서 비트맵 그래픽, 텍스트 및 벡터의 해상도와 장치 독립적인 렌더링을 제공한다. 그래픽 계층 내에서의 책임은 다음과 같다.
- 텍스트 렌더링
- PDF 문서 표시, 조작 및 렌더링
- 포스트스크립트 데이터를 PDF 데이터로 변환하거나 그 반대로 변환
- 비트맵 이미지 표시, 조작 및 렌더링
- 컬러싱크(ColorSync)를 통한 색상 관리 제공
- 아쿠아 사용자 인터페이스의 요소 표시

쿼츠 2D는 여러 쿼츠 기술 중 하나이기 때문에 "쿼츠"라는 용어 자체를 맥락에 맞게 이해해야 한다.

## 같이 보기
- 쿼츠 (그래픽스 계층)
- 쿼츠 컴포지터
- 디스플레이 포스트스크립트
- 코어 이미지
- Direct2D